# Miseration
Miseration – szwedzka grupa death metalowa założona w 2006 roku. Teksty utworów poruszają głównie aspekty wiary, chrześcijaństwa i religijnych sporów. Członkami kapeli są między innymi Jani Stefanovic i założyciel Scar Symmetry, wokalista Christian Älvestam; obaj tworzą również melodeath metalową grupę Solution .45. Pierwszy album "Your Demons - Their Angels" został wydany 7 stycznia 2007 roku, zaś wydanie drugiego planowane jest na grudzień 2009 roku.

## Członkowie
- Christian Älvestam - wokal
- Jani Stefanovic - gitara, bass, perkusja
- Rolf "Stuka" Pilve - perkusja
- Johan Ylenstrand - bass
- Marcus Bertilsson - gitara

## Dyskografia
- Your Demons - Their Angels (2007)
- The Mirroring Shadow (2009)
- Tragedy Has Spoken (2012)